# 4.6x30mm弾
4.6x30mm弾は、ドイツの銃器メーカーであるヘッケラー&コッホ（H&K）社が開発した汎用小口径高速弾である。

## 概要
1990年代～2000年代以降の戦争やテロリズムなどにおいて、ボディアーマーを着用する兵士・テロリストが増加し、9x19mmパラベラム弾を使用するハンドガンやサブマシンガンの効果が薄れてきたと指摘する声が上がった。特にソビエト連邦時代から提唱されていた防護ベストの理論から、NATO側ではCRISAT（en:CRISAT:Collaborative Research Into Small Arms Technology）と呼ばれるプロジェクトが開始された（後のPDWの研究プロジェクト）。
特にH&K社の開発した銃器には、サブマシンガンとしてH&K MP5が存在するが、MP5の使用する弾薬は実質9mmパラベラム弾のみの設定であり、ボディアーマーやケブラー製ヘルメットに対して効果が薄い事が指摘された。これに対し、H&K側はCRISATに対応させる目的で、MP5の小型版であるMP5KをPDW化させた「MP5PDW」が開発されたが、やはり9mmパラベラム弾を採用していた事から、攻撃力の低さは払拭できなかった。
加えて、同種弾薬であるファブリックナショナル社の5.7x28mm弾が開発されていた事もあり、これに対抗する為、当時のH&K PDW（現在PDWの名称はカテゴリ種別であり、これが現在のH&K MP7である）及びサイドアーム拳銃版のH&K P46用の弾丸として開発されたのが4.6x30mm弾である。

## メカニズム・採用状況など
この4.6mm弾を開発するに当たっては、同社のH&K G11突撃ライフルで使用されていた4.73x33mm弾の弾道力学データなどをベースに用いている。口径数から判断できる通り、5.56x45mm NATO弾と比べて小型であり、なおかつ発射薬量を少なめにしているため、発射時の反動が少ない事は、5.7x28mm弾の特徴と共通している。
構造の特徴は、弾丸の質量が弾丸後方を中心に偏っている事である。この後部は、軟体物に命中した際に弾丸の質量の影響によるモーメントでタンブリング（転倒）を起こし、弾丸が体内で抉れる様に侵入して行く。簡単に言ってしまえば、5.56x45mm NATO弾（ただしこちらは破片化しない事がある）や弾丸は、命中時の破片化でダメージを加えるタイプの弾であるが、4.6mm弾は命中後、対象内において弾丸自体が横を向く形となり、体内で抵抗する事で効率的にエネルギーを発散させるのである。
当初、CRISATによるテストでは、プロトタイプの本弾薬は遠距離でのチョッキ貫通能力がなかったとされる。これを受け、重量及び弾丸エネルギー量の増加を図ったDM11版が生まれることとなった。
ちなみにライバルである5.7x28mm弾との比較テストでは、HKProにおけるテストでは4.6mm弾が効率的であるとする結果を出したのに対し、近年においてはNATOがフランス、アメリカ、カナダ、およびイギリスの専門家からなるグループを編成し、分析した結果、5.7x28mm弾に分があるとした。これにより、5.7x28mm弾をPDWにおけるNATO標準弾とすべきであるとの結論が出たが、これに対し、ドイツ側はこの推薦を拒否（理由としては、5.56mm弾が作られている既存の製造ライン付近で製造されていた事と、弾丸に熱を加えていた事など）し、現在無期限延期とされている。
本弾薬は、FN P90と比べると絶対的配備数が少ないものの、FN P90よりも小型なH&K MP7を配備している機関を中心として使用されている。